# Neugartheim-Ittlenheim
Neugartheim-Ittlenheim là một xã thuộc tỉnh Bas-Rhin trong vùng Grand Est đông bắc Pháp.